# Parque estatal Kooyoora
Parque estatal Kooyoora o Kooyoora State Park es un parque estatal que se encuentra en Victoria, Australia localizado a 220 km al noroeste de Melbourne, and 12 km al oeste de Inglewood. 

## Topografía
Tiene 11,350 hectáreas de reserva que comprende bosques de Corteza de hierro y afloramientos de rocas de granito, incluyendo las cuevas de Melville.
Las instalaciones incluyen senderos, miradores, un camping y un merendero con un refugio y servicios sanitarios.
Kooyoora State Park se inauguró en 1985. Los habitantes aborígenes de la zona fueron los Jaara que usaron las cuevas de piedra y refugios para protegerse del clima. Los colonos europeos llegaron a la zona en la década de 1840, la minería y el oro comenzó en la década de 1850. El fugitivo, el capitán Melville se cree que utilizó la zona como escondite.
Los pastizales naturales proporcionan una fuente de alimento para los canguros y los Ualabíes. Las principales especies de árboles incluyen Eucalyptus blakelyi, Eucalyptus melliodora, eucaliptos y Corteza de hierro.